# Die Yacht
Die Yacht. Ein mörderischer Trip ist ein italienischer Survivalthriller von Regisseur Alessio Liguori und Produzent Marco Belardi aus dem Jahr 2022.

## Handlung
Die Paare Flavio und Elena, Federico und Claudia sowie Enrico mit seiner neuen Freundin Martina feiern auf einer Privatyacht. Als die Partygesellschaft am nächsten Morgen erwacht, ist das Beiboot weg, der Anker gelöst, die Handys wurden gestohlen und ebenso die Essens- und Wasservorräte. Die Yacht treibt führerlos im Mittelmeer. Per Funkgerät meldet sich Emilio, der die Gruppe erpresst. Es beginnt ein mörderisches Katz- und Mausspiel, bei dem Emilio die Partygäste nach und nach gegeneinander aufbringt und zu Mord bzw. Selbstmord verleitet.
Am Ende stellt sich heraus, dass Emilio und Martina Rache an Enrico nehmen wollen, den sie für einen schweren Unfall in ihrer Kindheit verantwortlich machen, bei dem ihre Eltern starben und durch den ihr Leben eine tragische Wende nahm. Enrico wiederum offenbart, dass nicht er, sondern Federico am Steuer gesessen ist und den tödlichen Unfall verursacht hat. In der Schlussszene kann man sehen, wie Enrico und Martina – beide durch vorangegangene Kämpfe bzw. Unfälle schwer verletzt – als letzte Überlebende an Bord sterben.

## Hintergrund
Der Film wurde vor der Amalfiküste und in der Nähe des Hafens von Piano di Sorrento gedreht.